# 藤原清主
藤原 清主（ふじわら の きよぬし、生没年不詳）は、奈良時代から平安時代初期にかけての貴族。名は浄主とも記される。藤原南家、参議・藤原巨勢麻呂の孫。従五位下・藤原瀧麿の子。官位は正五位下・左馬頭。

## 経歴
桓武朝の延暦5年（786年）従五位下に叙爵する。その後、延暦10年（791年）丹波介、延暦15年（796年）内厩頭に任ぜられている。
従五位上に昇叙されたのち、平城朝の大同3年（808年）左馬頭に任官し、大同4年（809年）正五位下に至る。

## 官歴
『六国史』による。
- 時期不詳：正六位上
- 延暦5年（786年） 正月7日：従五位下
- 延暦10年（791年） 正月22日：丹波介
- 延暦15年（796年） 12月4日：内厩頭
- 時期不詳：従五位上
- 大同3年（808年） 6月9日：左馬頭
- 大同4年（809年） 12月9日：正五位下

## 系譜
『尊卑分脈』による。
- 父：藤原瀧麿
- 母：大中臣清麻呂の娘
- 生母不詳の子女
  - 男子：藤原近継
  - 男子：藤原甲斐人